# Gênero e estudos judaicos
Estudos de gênero e judaicos é um subcampo emergente na intersecção de estudos de gênero, estudos queer e estudos judaicos. Os estudos de gênero concentram-se na pesquisa interdisciplinar sobre o fenômeno de gênero. Ele se concentra nas representações culturais de gênero e na experiência vivida pelas pessoas. Da mesma forma, os estudos queer concentram-se nas representações culturais e nas experiências vividas das identidades queer para criticar os valores heteronormativos do sexo e da sexualidade. Estudos judaicos são um campo que analisa os judeus e o judaísmo por meio de disciplinas como história, antropologia, estudos literários, linguística e sociologia. Como tal, os estudiosos do género e dos estudos judaicos consideram o género como a base para a compreensão das sociedades judaicas históricas e contemporâneas. Este campo reconhece que grande parte da história judaica registada e da escrita académica é contada a partir da perspectiva do “judeu masculino” e não consegue representar com precisão as diversas experiências dos judeus com identidades de género não dominantes.

## História
A lei judaica, ou halacha, reconhece identidades de gênero intersexuais e não-conformes, além de masculino e feminino. A literatura rabínica reconhece seis gêneros diferentes, definidos de acordo com o desenvolvimento e a apresentação das características sexuais primárias e secundárias no nascimento e mais tarde na vida. A literatura judaica descreve o que hoje seria chamado de intersexo, como o conceito de tumtum, que é uma pessoa de gênero e/ou sexo ambíguo, assim como o conceito de andrógino, que é uma pessoa caracterizada com elementos de ambos os sexos. O reconhecimento de seis gêneros diferentes na literatura rabínica ressalta a compreensão diferenciada de gênero na tradição judaica. Isto destaca a complexidade dos papéis de género no judaísmo, contribuindo para as discussões em curso e para a exploração académica em matéria de género e de estudos judaicos. Um aspecto dos estudos de gênero e judaicos é considerar como a ambiguidade reconhecida na literatura rabínica foi apagada e construída em um binário e como isso se traduz em práticas judaicas.
O gênero, no que se refere aos estudos judaicos, tem atraído um interesse acadêmico crescente, em parte devido à fundação da Associação de Estudos Judaicos - Banquete Feminino em 1968, bem como aos estudos de gênero e aos estudos judaicos que ganharam interesse como áreas de estudo acadêmico na década de 1980 e também foram alimentados pela atenção popular e acadêmica ao feminismo judaico. O grupo feminino da Associação de Estudos Judaicos, sediado nos EUA, trabalha "para promover o estudo do género dentro da Associação de Estudos Judaicos e dentro da comunidade académica mais ampla" e influenciou amplamente os estudos judaicos como um todo para incorporar uma perspectiva de género na bolsa de estudos judaica. A AJS realiza pelo menos um painel sobre gênero a cada reunião anual, fornece financiamento para apresentações sobre gênero e judaísmo e publicou uma coleção de programas de estudos referentes a gênero. À medida que as universidades estabeleciam programas de estudos femininos, eram muitas vezes altamente influenciadas e ligadas também aos estudos judaicos. Em 1997, a Universidade Brandeis fundou o Instituto Hadassah-Brandeis, a primeira instituição de pesquisa universitária dedicada a estudos de gênero e judaicos. A instituição tem como objetivo "desenvolver novas formas de pensar sobre os judeus e o gênero em todo o mundo, produzindo e promovendo pesquisas acadêmicas e projetos artísticos". O Instituto Hadassah-Brandeis publica livros e periódicos, realiza conferências e fornece financiamento para bolsas de estudos de gênero e estudos judaicos. Por exemplo, o Nashim Journal é um periódico acadêmico semestral dedicado ao avanço dos estudos de gênero e judaicos, foi cofundado pelo Instituto Hadassah-Brandeis e pelo Instituto Schechter de Estudos Judaicos em Jerusalém. Além disso, esta bolsa não se limita aos Estados Unidos ou a países com populações judaicas historicamente grandes, com contribuições feitas por departamentos de Estudos Judaicos em instituições acadêmicas em todo o mundo.
Além disso, controvérsias sobre o papel das mulheres nas denominações judaicas e a separação de gênero no judaísmo ortodoxo chamaram a atenção para os papéis de gênero, conforme construídos e regulados por instituições religiosas. Por essa razão, além da atenção acadêmica, os movimentos judaicos liberais se voltam para o gênero e o judaísmo para reforçar sua própria missão e identidade. Notavelmente, o Reconstructionist Rabbinical College estabeleceu a Cátedra Gottesman em Gênero e Judaísmo e opera o Kolot — o Centro de Estudos de Gênero e Mulheres Judaicas", o primeiro centro desse tipo estabelecido em um seminário rabínico (1996).

## Dinâmica de gênero nas comunidades judaicas
Em meio aos debates em andamento sobre os papéis de gênero nas denominações judaicas e as nuances da separação de gênero no judaísmo ortodoxo, a diferenciação nos padrões de modéstia observados pelas mulheres hassídicas oferece uma visão sobre as complexidades das normas de gênero regulamentadas religiosamente. Embora regras rígidas de modéstia sejam mantidas dentro da comunidade, há leniência nas interações com homens que são vistos como adeptos de normas liberais. Essa dinâmica reflete discussões mais amplas dentro das denominações judaicas sobre o papel das mulheres e o impacto das instituições religiosas nas normas de gênero. Instituições como a Cátedra Gottesman em Género e Judaísmo do Reconstructionist Rabbinical College e o Kolot - o Centro de Estudos de Género e das Mulheres Judaicas, pretendem abordar estas complexidades e reforçar a missão dos movimentos judaicos liberais na promoção da igualdade de género e da inclusão em contextos religiosos.
Apesar do progresso feito na participação econômica das mulheres na sociedade israelense, persiste uma divisão tradicional do trabalho doméstico, indicando percepções de gênero duradouras. Embora as mulheres tenham progredido na esfera pública, seu maior envolvimento não levou a uma mudança proporcional nas responsabilidades domésticas entre os cônjuges. Esse padrão se mantém até mesmo entre mulheres empregadas, que contribuem significativamente para a força de trabalho, ressaltando a resiliência dos papéis tradicionais de gênero na esfera privada. Isto sugere uma disparidade entre as atitudes sociais em relação aos papéis de género e a distribuição real das tarefas domésticas, justificando esforços contínuos para abordar as desigualdades de género tanto nos domínios público como privado.

## Termos
- Zachar (זָכָר): Este termo é geralmente traduzido como "masculino" em inglês.[21]
- Nekevah (נקבה): Este termo é derivado da palavra para fenda e provavelmente se refere a uma abertura vaginal. Geralmente é traduzido como "feminino" em inglês.[22]
- Androgynos (אנדרוגינוס): Uma pessoa que tem características sexuais físicas "masculinas" e "femininas". 149 referências na Mishnah e Talmud (séculos I a VIII); 350 no midrash  clássico e nos códigos de leis judaicas (séculos II a XVI). De acordo com o Rabbi Meir na Mishná, é "uma criatura única, nem masculina nem feminina".[23]
- Tumtum (טומטום): Uma pessoa cujas características sexuais são indeterminadas ou obscurecidas. 181 referências na Mishná e no Talmude; 335 no midrash clássico e nos códigos de leis judaicas. O Rabbi Meir o contrasta com o androgynos , dizendo que não é uma criação única, "às vezes um homem e às vezes uma mulher".[23] Ao contrário do androgynos, o gênero do tumtum pode ser revelado como masculino ou feminino e, como tal, tem papéis diferentes sob a Lei Judaica.[24] Alguns rabbi acreditam que Abraham e Sarah foram descritos como tumtum, incapazes de conceber antes que Deus interviesse.[25]
- Ay'lonit (איילונית): Uma mulher que não desenvolve características sexuais secundárias na puberdade e é considerada infértil.[26]
- Saris (סריס): Um homem que não desenvolve características sexuais secundárias na puberdade ou tem suas características sexuais removidas. Um saris pode se enquadrar em uma de duas categorias: Alguém pode nascer "naturalmente" um saris (saris hamah) ou alguém pode se tornar um saris por intervenção humana (saris adam).[27]

## Escopo
A história dos estudos de gênero e judaicos começou principalmente por meio de pesquisas sobre mulheres judias e o papel das mulheres no judaísmo e na cultura judaica.
No entanto, os estudos de gênero e judaicos também investigam os fenômenos de gênero relativos aos homens e à masculinidade. Além disso, o subcampo abrange pesquisas sobre visões judaicas sobre homossexualidade e teoria queer, no que se refere aos judeus e ao judaísmo.
Em termos históricos, gênero e estudos judaicos abrangem uma ampla gama, desde exegese bíblica, pesquisa sobre literatura rabínica, cultura judaica medieval, a importância do gênero nas respostas judaicas à modernidade e políticas de identidade de gênero no período contemporâneo.
Existe um subcampo crescente no estudo do género e do judaísmo, que vê os binários masculino e feminino como construções cruciais no pensamento judaico.
Embora a dialética masculino/feminino faça sua primeira aparição na história da criação, o Talmud insiste que a ideia de masculino e feminino se estende muito além dos papéis sexuais: " Rav Yehuda diz que Rav diz: Tudo o que o Santo, Bendito seja Ele, criou em Seu mundo, Ele criou masculino e feminino. [...] (Isaías 27:1)".
Essa dialética assume um significado teológico ainda maior à luz do Cântico dos Cânticos, que tem sido tradicionalmente interpretado como uma metáfora para o relacionamento entre Deus e a Nação de Israel, onde a Nação de Israel é apresentada como feminina em relação a Deus, que é representado na história pelo amante masculino.
Outros exemplos de tópicos em que a dinâmica masculino/feminino é usada metaforicamente incluem: a relação entre o Shabat e os dias da semana, a relação entre a Lei Oral e a Escrita, a relação entre Este Mundo e o Próximo, a interação entre os aspectos legais e extralegais do Talmud (halacha e agadá), e o calendário judaico, que faz uso tanto do sol (tradicionalmente simbólico da força masculina) quanto da lua (tradicionalmente simbólica da força feminina).
Há também um movimento entre judeus queer e de gênero não-conforme que usam a Torá como base para questionar o binário de gênero. Essas conversas estão mais presentes no judaísmo reconstrucionista e reformista, mas também aparecem no judaísmo ortodoxo.